# Paraproscopia
Paraproscopia is een geslacht van rechtvleugeligen uit de familie Proscopiidae. De wetenschappelijke naam van dit geslacht is voor het eerst geldig gepubliceerd in 2006 door Bentos-Pereira.

## Soorten
Het geslacht Paraproscopia omvat de volgende soorten:
- Paraproscopia aberrans Hebard, 1923
- Paraproscopia matogrossensis Piza & Wiendl, 1969
- Paraproscopia pyramidalis Brunner von Wattenwyl, 1890
- Paraproscopia riedei Bentos-Pereira, 2006
- Paraproscopia sei Bentos-Pereira, 2006